# Liste der Bodendenkmäler in Kleinsendelbach
Auf dieser Seite sind die Bodendenkmäler in der oberfränkischen Gemeinde Kleinsendelbach zusammengestellt. Diese Tabelle ist eine Teilliste der Liste der Bodendenkmäler in Bayern. Grundlage ist die Bayerische Denkmalliste, die auf Basis des Bayerischen Denkmalschutzgesetzes vom 1. Oktober 1973 erstmals erstellt wurde und seither durch das Bayerische Landesamt für Denkmalpflege geführt wird. Die folgenden Angaben ersetzen nicht die rechtsverbindliche Auskunft der Denkmalschutzbehörde.

## Bodendenkmäler in Kleinsendelbach
| Lage       | Objekt                                                                             | Akten-Nr.     | Bild |
| ---------- | ---------------------------------------------------------------------------------- | ------------- | ---- |
| (Standort) | Siedlung vor- und frühgeschichtlicher Zeitstellung.                                | D-4-6332-0155 |      |
| (Standort) | Siedlungen vorgeschichtlicher Zeitstellung, darunter Siedlung der Urnenfelderzeit. | D-4-6332-0196 |      |
| (Standort) | Untertägige Teile des ehem. mittelalterlichen und frühneuzeitlichen Schlosses      | D-4-6332-0247 |      |
| (Standort) | Siedlung vorgeschichtlicher Zeitstellung.                                          | D-4-6333-0089 |      |
| (Standort) | Siedlung vorgeschichtlicher Zeitstellung.                                          | D-4-6333-0097 |      |
| (Standort) | Siedlung vorgeschichtlicher Zeitstellung.                                          | D-4-6333-0099 |      |
| (Standort) | Siedlung vorgeschichtlicher Zeitstellung.                                          | D-4-6333-0100 |      |
| (Standort) | Siedlung des Neolithikums und der Urnenfelderzeit.                                 | D-4-6333-0253 |      |
| (Standort) | Siedlung vorgeschichtlicher Zeitstellung.                                          | D-4-6432-0010 |      |
| (Standort) | Siedlung vorgeschichtlicher Zeitstellung.                                          | D-4-6432-0012 |      |
| (Standort) | Siedlung der frühen Latènezeit.                                                    | D-4-6432-0017 |      |
| (Standort) | Siedlung vorgeschichtlicher Zeitstellung.                                          | D-4-6432-0019 |      |
| (Standort) | Siedlung vorgeschichtlicher Zeitstellung.                                          | D-4-6433-0004 |      |
| (Standort) | Siedlung der späten Latènezeit.                                                    | D-4-6433-0005 |      |